# Альохін Володимир Олексійович
Володи́мир Олексі́йович Альо́хін (1973—2014) — український волонтер; Народний Герой України.

## Життєпис
Народився 1973 року в Петропавлівці (Станично-Луганський район). Працював програмістом. Його дружина — Олена Куліш — працювала ведучою розважальних програм на радіо — під псевдонімом Олена Корольова. Родина жила у селищі Переможне Лутугинського району — неподалік Луганського аеропорту.
Олена із чоловіком привозили їжу українським військовим у Луганський аеропорт. При обстрілах ховали в своєму будинку місцевих дітей. Разом із дружиною приїздив до заблокованих мінними полями стареньких сусідів — аби допомогти із харчами та медикаментами. У липні померла мама дружини, ховали під кулями й мінами.
Родину патріотів вистежили бойовики «ЛНР» і захопили 9 серпня 2014-го. Терористи повідомили, що везуть подружжя «на підвал» — у Луганськ. Олену і Володимира викрали на очах її батька (єдина донька); все майно подружжя бандити вкрали чи розтрощили а в їхньому домі окупанти зробили свій штаб.
Застрелений 10 серпня 2014 року бандитами «ЛНР» у селі Переможне (Лутугинський район) з дружиною, Оленою Куліш — за надання волонтерської допомоги українським військовикам.
Станом на грудень 2014 року вважався перебуваючим в полоні. Розшукати та поховати їхні тіла вдалося майже через рік. Похований в Луганську.
Без батьків лишилася донька Лера. Виїхала, працює в Києві аспіранткою, вивезла з Луганська дідуся.

## Нагороди
7 травня 2016 року Олена Куліш та Володимир Альохін нагороджені відзнакою «Народний Герой України» (посмертно).